# Horst Stahlberg
Horst Stahlberg (* 14. Februar 1937, in Potsdam) ist ein ehemaliger deutscher Tennisspieler.

## Karriere
Der Urpotsdamer führte das Quartett der besten DDR-Tennisspieler an. Neben Horst Stahlberg gehörten Werner Rautenberg, Konrad Zanger und Peter Fährmann dem sogenannten „Vierblättrigen Kleeblatt“ von Weißensee an.
1955 heimste der gelernte Elektromonteur gleich drei DDR-Titel ein. Im Alter von 20 Jahren gewann er das internationale Turnier von Zinnowitz und durfte im darauf folgenden Jahr als erster mit seinem Doppelpartner Konrad Zanger zum internationalen Turnier der Vereinigten Arabischen Republik (VAR) reisen. Schließlich kamen sie im Doppel auf den dritten Platz und verewigten sich damit auf der goldenen Tafel der Bestplatzierten dieser Veranstaltung in Kairo.
Zusammen mit Eva Johannes gelang Stahlberg schließlich 1960 der Sieg in der Mixedkonkurrenz von Kairo. Bei diesem internationalen Wettbewerb der VAR konnte das DDR-Gespann im Finale gegen die australische Paarung Margret Hellyer/Hillebrand mit 6:4, 9:11 und 6:2 gewinnen. Gemessen an dem verhältnismäßig guten Teilnehmerfeld war dies sicherlich ein bemerkenswerter Triumph des DDR-Tennis.
Westdeutsche Vereine hatten zu diesem Zeitpunkt längst ein Auge auf den DDR-Meister geworfen und so machte ihm auch ein Jahr später bei einem Turnier in Wolfsburg der hiesige Club das Angebot, in den Westen zu ziehen und für Wolfsburg zu spielen. Stahlberg, der inzwischen im Fernstudium Sport an der DHfK Leipzig studierte, bat um acht Tage Bedenkzeit und spielte währenddessen bei einem Turnier des Tennisclubs Blau-Weiß in Westberlin. Kurz bevor er sich zu einer Entscheidung durchgerungen hatte, wurde die Mauer gebaut, und damit alle Überlegungen hinfällig. Schnell erkannte er, dass diese Mauer seiner möglichen Karriere den Weg versperrte. Daraus zog er für sich die Konsequenz, sich mehr und mehr wieder nach Potsdam zurückzuziehen, wo er als hauptamtlicher Kreissportlehrer arbeitete. Nun spielte er wieder für seinen alten Verein Medizin Potsdam und verzichtete damit auf weitere Förderung im Sportclub. Im selben Jahr gewann er das internationale Turnier von Zinnowitz zum zweiten und letzten Mal. Mit gerade einmal 25 Jahren hatte er sein Leistungspotential noch nicht ausgeschöpft. Dennoch startete er immer seltener bei großen Wettkämpfen, sodass er nach seiner DDR-Spitzenstellung von 1957 bis 1962 nur noch 1966 die DDR-Rangliste anführte. In den 1980er Jahren bekam Stahlberg als Fußballtrainer den Ruf des „Feuerwehrmanns“. Er rettete Motor Babelsberg 1984 und 1988 vor dem Abstieg aus der DDR-Liga. Beim ersten Mal führte er den mit 0:16 Punkten abgeschlagenen Tabellenletzten noch auf einen guten siebten Rang zum Saisonfinale; bei seinem zweiten Einsatz rettete sich das Team unter seiner Leitung mit zehn Punkten aus den letzten sieben Spielen.
Nach dem Mauerfall bekam er die Ehrennadel des Deutschen Tennis Bunds (DTB) in Silber, weil er für die Auswahl Berlin-Brandenburg viermal nominiert wurde. Seiner beruflichen Betätigung als Tennislehrer im Leistungssport stand die Nichtanerkennung seiner Ausbildung von Seiten des DTB entgegen. Lediglich die C-Trainerlizenz, also eine Trainerbescheinigung für den Breitensport, wurde ihm zugesprochen. Auch heute noch schwingt Stahlberg den Schläger für Potsdam und gibt Trainerstunden.